# Ali Pascha von Janina (Lortzing)

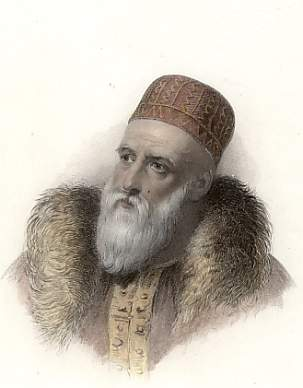
Ali Pascha von Janina, Stahlstich 1837

Ali Pascha von Janina oder Die Franzosen in Albanien ist ein Singspiel in einem Akt von Albert Lortzing, der hier – wie fast immer –  auch sein eigener Librettist war. Die Uraufführung fand am 1. Februar 1828 in Münster statt.

## Entstehung
1823 fasste der zweiundzwanzigjährige Albert Lortzing den Entschluss, Werke für die Bühne zu schreiben. Für sein erstes Werk wählte er ein orientalisches Sujet, weil dies damals groß in Mode war. Bald nach seiner Eheschließung – am 30. Januar des folgenden Jahres hatte er die Schauspielerin Rosina Regine Ahles geheiratet – war das Singspiel fertig. Es sollte aber noch vier Jahre dauern, bis er eine Bühne gefunden hatte, die sich das Werk aufzuführen traute.
Im Herbst 1826 fand das junge Ehepaar ein Engagement beim Hoftheater Detmold. Dieses hatte auch die Aufgabe, die Theater in Münster und in Osnabrück zu bespielen. In Münster ging dann das Werk am 1. Februar 1828 das erste Mal am dortigen Stadttheater über die Bühne und bescherte seinem Schöpfer einen Achtungserfolg, der ihn ermutigte, auch künftig Werke fürs Theater zu schreiben. Ali Pascha von Janina kann als Vorstufe zu Lortzings späteren abendfüllenden Opern betrachtet werden.

## Handlung

### Einführung, Ort und Zeit
Das Werk spielt um 1820 in Janina (heute: Ioannina), das damals eine Provinz des Osmanischen Reiches (das Eyālet-i Yānyâ) bildete. Die Titelfigur Ali Pascha Tepelena ist eine historische Person albanischer Herkunft, ursprünglich der Anführer einer Diebesbande, der von Ioannina aus weite Teile von Thessalien, Epirus und Albanien (die sogenannten Paschaliks von Trikala und Janina) beherrschte.

### Einziger Akt
Der französische Marinekapitän Bernier hat sich in Janina, wo sein Bataillon gerade stationiert ist, Hals über Kopf in ein schönes Mädchen namens Arianna von der nahen Insel Korfu verliebt. Weil er aber seit Tagen kein Lebenszeichen mehr von ihr vernommen hat, ist er beunruhigt, dass ihr etwas zugestoßen sein könnte. Berniers Freund Robert bemüht sich vergeblich, ihn zu trösten.
Die Sorge des Kapitäns um seine Geliebte ist nur allzu berechtigt. Als Arianna an Korfus Strand spazieren ging, wurde sie von einer wilden Horde überfallen und in den Harem des berüchtigten Ali Pascha gebracht. Dieser kann ihr Jammern und Klagen nicht ertragen und befiehlt ihr, den Mann ihres Herzens rasch zu vergessen; denn sie gehöre jetzt nur noch ihm allein. Auch die anderen Haremsdamen sind nicht gewillt, Arianna Hoffnung zu machen. Im Gegenteil: Sie raten ihr, sich in ihr Schicksal zu fügen und dem Willen des Gebieters zu folgen. Nur so lasse sich alles Leid am besten ertragen.
Unterdessen hat Bernier Wind davon bekommen, was mit seiner Geliebten geschehen ist. Unter einem Vorwand sucht er Ali Pascha in seinem Palast auf. Der Herrscher ist zunächst erfreut, einen Franzosen als Gast begrüßen zu können; schließlich sind die französischen Männer dafür bekannt, dass sie viel von Frauen verstehen. Ihm will der Pascha gleich seine Neuerwerbung vorführen, auf dass er vor Neid erblassen solle.
Als sich die beiden Liebenden sehen, fällt es ihnen schwer, ihre wahren Gefühle zu unterdrücken. Sie wollen schließlich nicht den Eindruck erwecken, dass sie sich kennen. Doch kaum lässt sie der Pascha ein paar Minuten allein, gestehen sie sich ihre Liebe. Der Despot hat das Paar aus einem sicheren Versteck belauscht. Ihm steht die Zornesröte im Gesicht. Er schwört ihnen ganz fürchterliche Rache. Sofort lässt er den ihm lästig gewordenen Franzosen in Ketten legen.
Robert gelingt es, mit dem französischen Bataillon in den Harem einzudringen. In einem kühnen Handstreich wird das junge Paar befreit. Alle erreichen wohlbehalten ihr Schiff und machen sich auf nach Frankreich.